# Station Mistley
Mistley is een spoorwegstation van National Rail in Tendring in Engeland. Het station is eigendom van Network Rail en wordt beheerd door Greater Anglia.

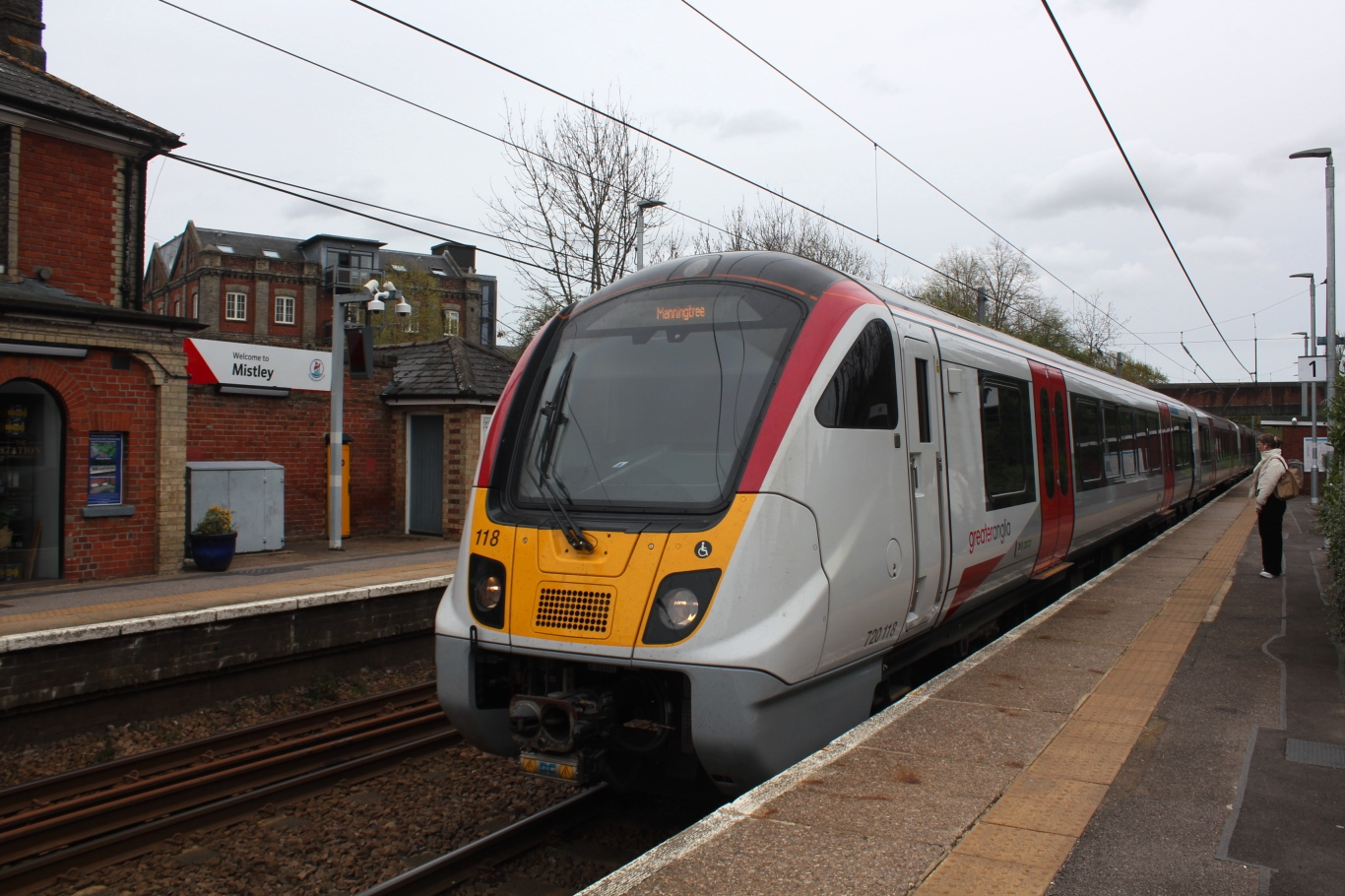
Trein naar Manningtree, 2024